# José Serrano Batanero
José Serrano Batanero (Cifuentes, 1879 - Madrid, 24 de febrero de 1940) fue un abogado y político español, diputado en las Cortes de la Segunda República por Acción Republicana.

## Biografía
Hijo del Félix Serrano Sanz, médico de Cifuentes, José Serrano Batanero estudió Derecho en la Universidad de Zaragoza. En su juventud, fue militante del Partido Liberal y fue director del periódico romanonista de Guadalajara, La Crónica.
Destacado penalista, Serrano Batanero alcanzó notoriedad como defensor del capitán Sánchez, uno de los crímenes que sobrecogió a la opinión pública española de principios del siglo XX. También se distinguió en la defensa de diversos militantes de las organizaciones obreras, como cuando Pablo Iglesias fue acusado de tener relación con el asesinato de José Canalejas.
A finales de la década de 1910, Serrano Batanero rompió con el Partido Liberal y fue candidato a diputado independiente por el distrito de Brihuega en las elecciones de 1919, en las que fue derrotado por el candidato romanonista y secretario del conde de Romanones, Manuel Brocas.  También fue miembro de la junta directiva de la Sociedad Española por el Abolicionismo, creada en 1922. Este ente estaba presidido por el doctor César Juarros y también formaron parte ella Clara Campoamor, María Lejárraga o Elisa Soriano.
Vinculado a Acción Republicana, partido liderado por Manuel Azaña, fue elegido diputado por Guadalajara en las elecciones de 1931 en la lista de la Conjunción Republicano-Socialista por esa provincia y tuvo un destacado papel dirigiendo la Comisión de Responsabilidades.Cuando las izquierdas perdieron las elecciones de 1933, volvió al ejercicio de la abogacía y a su papel de vicepresidente de la Sociedad Económica Matritense de Amigos del País. En 1934, tuvo un papel destacado en la creación de Izquierda Republicana. También fue elegido como compromisario para la elección del Presidente de la República, que terminó en Manuel Azaña el 10 de mayo de 1936.
Durante la Guerra Civil permaneció en Madrid y fue presidente del Comité Nacional de Cajas de Ahorro, consejero de Estado y concejal del Ayuntamiento de Madrid. 
Concluida la contienda, asumió su propia defensa ante el consejo de guerra que lo condenó a muerte, donde mostró una gran dignidad. Fue fusilado en el Cementerio del Este el 24 de febrero de 1940.